# 1815 en France
Chronologie de la France
- 1811
- 1812
- 1813
- 1814
- 1815
- 1816
- 1817
- 1818
- 1819

Cette page concerne l'année 1815 du calendrier grégorien.

## Événements

### Janvier
- 1er janvier : le duc de Duras présente au Roi M. Testu, éditeur de l'Almanach royal, qui a l'honneur de lui offrir l'Almanach de 1815. Il paraît le 15 janvier[1].
- 3 janvier : le Royaume-Uni, la France et l’Autriche signent à Vienne un traité secret d’alliance qui garantit le rétablissement dans leurs droits des anciennes dynasties régnantes[2]. Cela permet à  Talleyrand d’écrire au roi « la coalition est rompue ! »[3]
- 9 janvier : le Journal des Débats annonce trois places vacantes à l'Institut, celles de Joseph, Napoléon et Lucien Bonaparte[4].
- 21 janvier : messe anniversaire dans toute la France pour Louis XVI ; transfert dans la nécropole des rois de France à Saint-Denis des restes de Louis XVI et de Marie-Antoinette[5].
- 28 janvier : Quatremère de Quincy est nommé intendant général des arts et des monuments publics[5].

### Février
- 15 février : ordonnance portant institution royale de la cour de cassation[5].
- 17 février : règlement sur la nouvelle composition et organisation des académies sous le nom d'Universités. Les lycées impériaux deviennent collège royaux[6]. Leur personnel et leurs élèves sont épurés : 34 administrateurs, 134 professeurs et 306 boursiers sont exclus en raison de leurs opinions personnelles ou familiales.
- 26 février : Napoléon quitte l'Île d'Elbe[7].
- 27 février : ordonnance qui confirme François Barbé-Marbois dans les fonctions de premier président de la cour des comptes[5].

### Mars

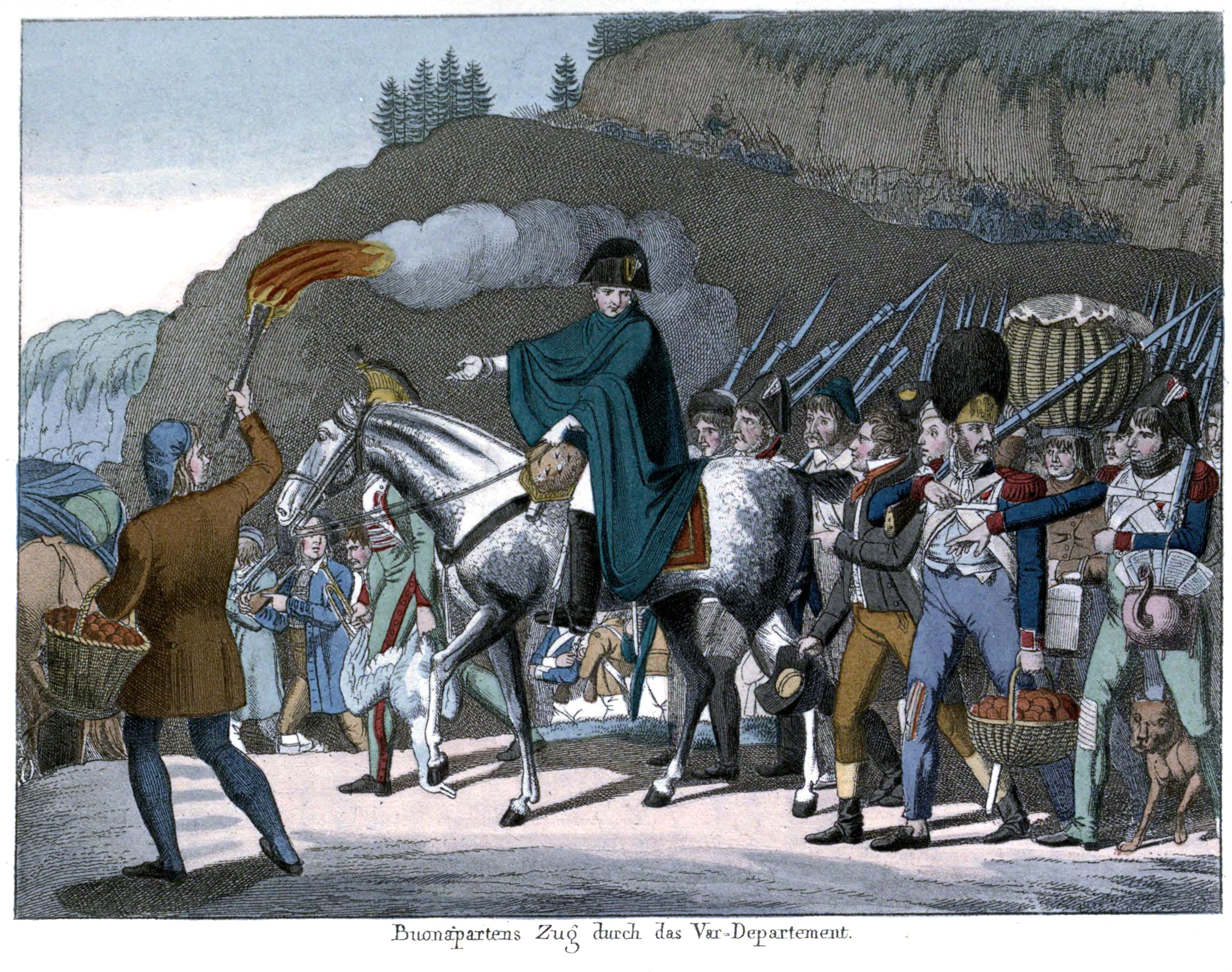
Marche de Napoléon dans le Var. Gravure de 1889.

- 1er mars : Napoléon débarque à Golfe-Juan avec 500 hommes. Début des Cent-Jours. Il rallie les troupes envoyées pour l’arrêter et soulève l’enthousiasme des populations et le ralliement des troupes lors de son passage à travers la France (Laffrey, Grenoble le 7 mars, Lyon le 10 mars, Auxerre, où Ney se rallie le 17 mars)[8].
- 4 mars : le corps du  maréchal-de-camp Quesnel est rettrouvé flottant sur la Seine entre Boulogne et Saint-Cloud ; cette mort mystérieuse cause une grande sensation dans Paris[5].
- 5 mars :
  - le général Cambronne s'empare du pont et de la citadelle de Sisteron[5].
  - Louis XVIII apprend le débarquement de Napoléon en Provence[9].
- 6 mars :
  - ordonnance royale contenant des mesures de sûreté générale. Napoléon Bonaparte et ses complices sont déclarés traîtres et rebelles[5].
  - Heinrich Olbers découvre une comète près de Persée[5].
- 7 mars :
  - Louis XVIII réunit les ambassadeurs étrangers aux Tuileries, dans le but de les rassurer[9].
  - le 5e régiment d'infanterie de ligne étant devant Grenoble, Napoléon seul face aux fusils convainc la troupe de se rallier à lui. Le lendemain c'est le 7e régiment d'infanterie de ligne qui se joint à sa troupe[9].
- 9 mars : 
  - décret de Napoléon pris à Grenoble qui supprime la cocarde blanche et rétablit le drapeau tricolore[5].
  - ordonnance royale pour le rappel des militaires en congé limité ou illimité[5].
- 9 mars : Napoléon est à Lyon[5].

- 11 mars :

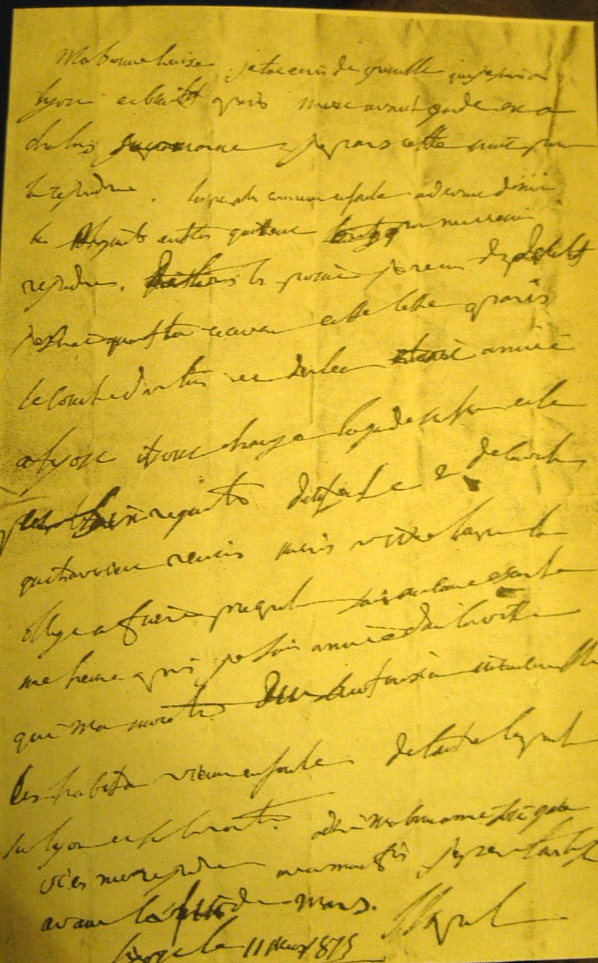
11 mars : Lettre de Napoléon à Marie Louise à son retour de l'ile d'Elbe

  - démission de Soult à la suite d'une rumeur de complot de l'armée envers Louis XVIII[9].
  - proclamation du roi aux armées sur les mesures à prendre contre l'invasion du territoire par Bonaparte[5].
- 12 mars : Napoléon reçoit à Lyon les autorités constituées. Proclamation du comte de Fargues, maire de Lyon, aux habitants de la ville, favorable à l'empereur[5].
- 13 mars : 
  - déclaration du Congrès de Vienne qui met Napoléon au ban de l'Europe[10].
  - à Lyon, Bonaparte publie une série de décrets préparés à l'île d'Elbe pour le rétablissement de l'empire[5].
- 16 mars : discours de Louis XVIII aux chambres, appelant à la défense de la charte coûte que coûte[5].

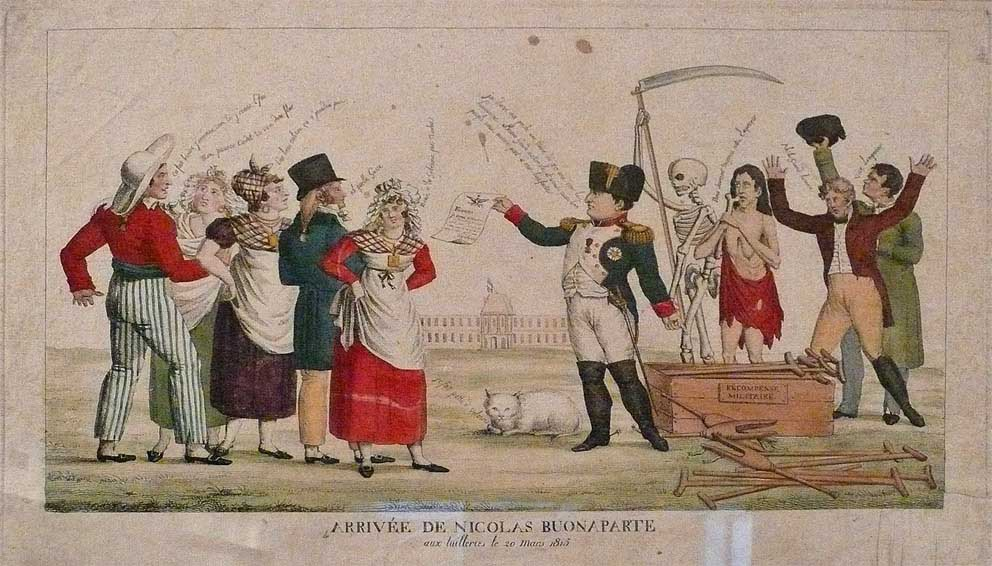
Arrivée de Napoléon Bonaparte aux Tuileries, le 20 mars 1815. Caricature royaliste. Napoléon demande la paix aux Alliés, qui le mettent en retour au ban de l’Europe, renouvelant le pacte de Chaumont. Il se décide alors à prendre l’initiative de l’attaque.

- 20 mars : Napoléon arrive aux Tuileries pendant que Louis XVIII, abandonné par l'armée, s’enfuit en Belgique et monte un gouvernement sans pouvoirs réels. Lazare Carnot devient ministre de l’intérieur[5] (fin le 22 juin).
- 23 mars : Louis XVIII passe la frontière française[5].
- 25 mars : le renouvellement du Pacte des Alliés à Vienne donne naissance à la Septième Coalition (Royaume-Uni, Russie, Autriche, Prusse, Suède)[5]. Les 100 000 prussiens de Blücher cantonnent autour de Namur et les 93 000 Hollando-Germano-Britanniques de Wellington autour de Bruxelles. Napoléon, qui pense pouvoir les surprendre et les battre séparément, marche vers la Belgique avec 125 000 hommes. Il atteint la frontière le 15 juin et rejette les troupes de Zieten à Charleroi[11].
- 28 mars : rappel des hommes présents sous les drapeaux avant le 1er avril 1814[12] ; les conscrits licenciés sont rappelés, avec pour résultat essentiel de les voir rejoindre les réfractaires demeurés dans les forêts[13].
- 29 mars : décret impérial qui abolit la traite des Noirs[5].
- 30 mars : Louis XVIII arrive à Gand[14].

### Avril
- 6 avril : les Britanniques rétrocèdent l'Île Bourbon à la France[15].
- 8 avril :
  - convention de La Palud[16].
  - suppression des droits sur les boissons[5].
- 10 avril : organisation de la garde nationale[13].
- 20 avril : réorganisation des corps d'infanterie français[17].
- 22 avril : Benjamin Constant rédige à la demande de Napoléon l’Acte additionnel aux Constitutions de l’Empire, approuvé par plébiscite (2/3 d’abstentions) et favorisant la bourgeoisie[5].

### Mai
- 8 et 22 mai : élections de la nouvelle Chambre des représentants dominée par des libéraux hostiles à Napoléon.
- 13 mai : L'école des Arts et Métiers de Beaupreau est transférée à Angers[18].
- Nuit du 14 au 15 mai : Louis de La Rochejaquelein déclenche l'insurrection de la Vendée et de la Bretagne contre le retour de l’Empereur[13].

### Juin
- 1er juin : proclamation des résultats du plébiscite lors de la cérémonie dite du Champ de Mai[5].
- 3 juin : ouverture de la session de la Chambre des représentants. Le 4 juin, le libéral Lanjuinais devient président de l'Assemblée[5].
- 4 juin : La Rochejaquelein est tué au combat des Mathes[13].
- 9 juin :
  - fin du Congrès de Vienne (novembre 1814-juin 1815)[5]. La France se trouve ramenée à ses frontières de 1790.
  - les chouans du Maine s’emparent du Lude[19].

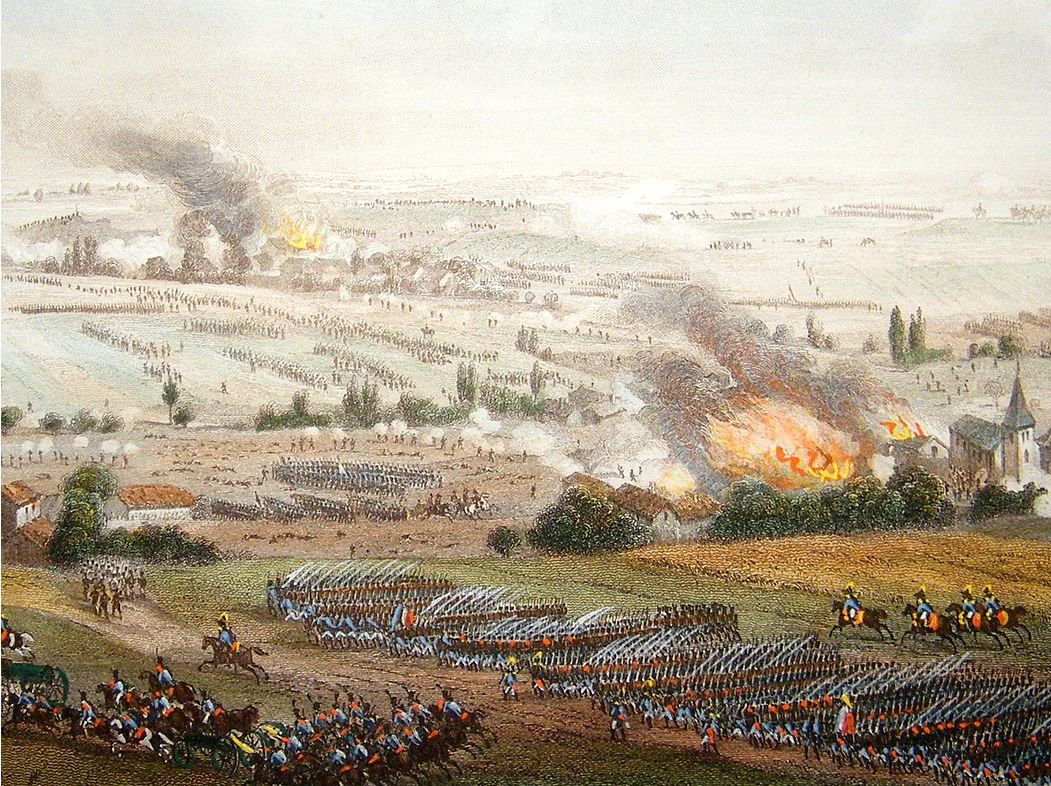
16 juin : bataille de Ligny.

- 16 juin : victoire de Napoléon à Ligny, contre les troupes prussiennes du général Blücher[2]. Grouchy est chargé de les poursuivre.

- 18 juin :

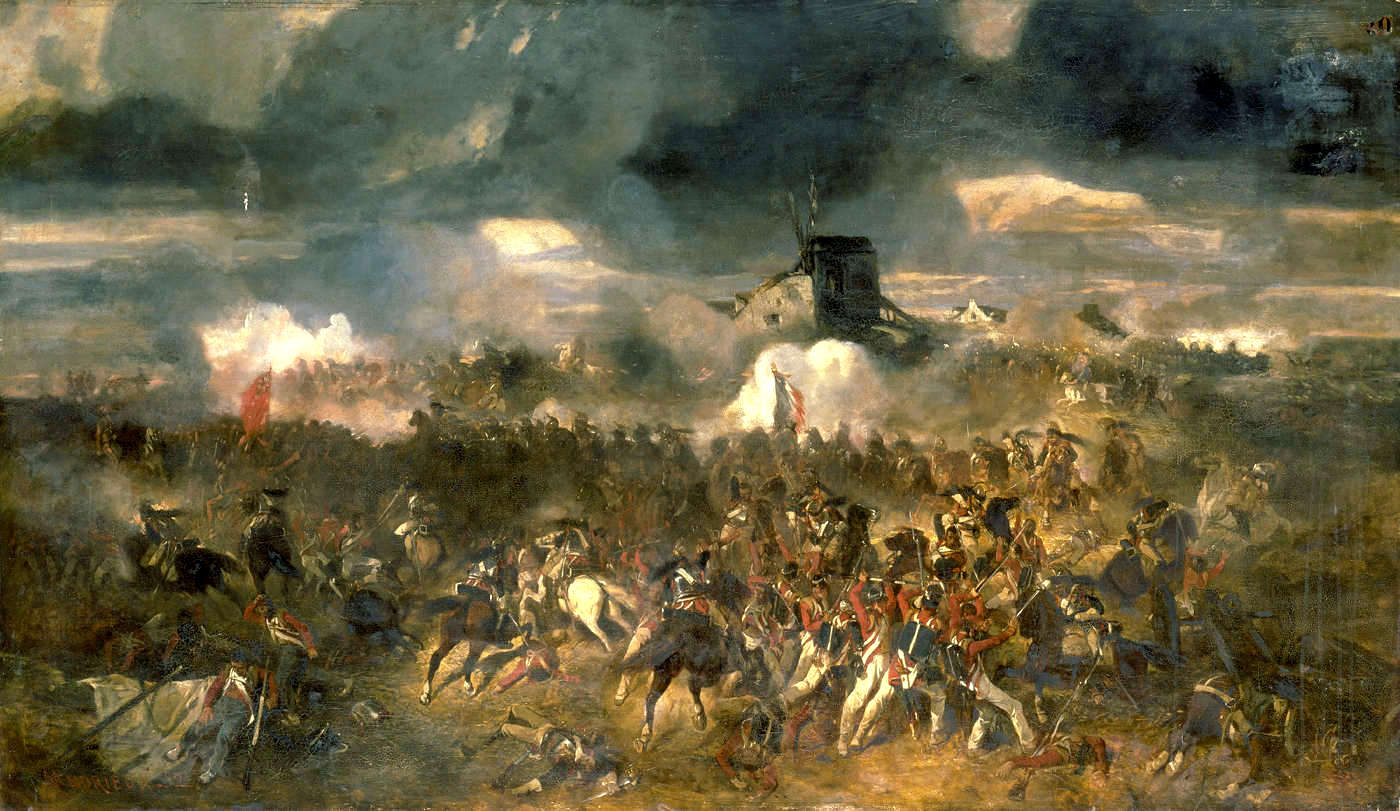
18 juin : bataille de Waterloo.

  - défaite de Napoléon à Waterloo, contre les troupes prusso-britanniques des généraux Duc de Wellington et Blücher[2]. Napoléon entre en contact avec les troupes britanniques à Quatre-Bras (16-17 juin), déploie son artillerie sur un terrain détrempé et entame le combat le 18. Les Britanniques, fortifiés à la hâte dans des fermes, résistent aux charges de cavalerie et à la garde impériale jusqu’au soir, quand Blücher, qui a échappé à Grouchy, débouche sur le champ de bataille et provoque la panique et la déroute dans l’armée française.
  - des conscrits réfractaires, conduits par le comte d’Espinchal, un ancien colonel de cavalerie de l’Empire, coupent les routes entre Lyon et Montbrison[20].
- 21 juin :
  - Napoléon rentre à Paris[5].
  - la « Petite Chouannerie » est écrasée à la bataille d'Auray par les Impériaux[13].
- 22 juin : ayant perdu tout appui, Napoléon abdique pour la deuxième fois en faveur de son fils Napoléon II[5].
- 23 juin : constitution d'un gouvernement provisoire dirigé par Fouché, qui rappelle Louis XVIII[5].
- 24 juin : Louis XVIII rentre en France, Napoléon quitte Paris pour la Malmaison[5].
- 25 juin : à Marseille, 168 bonapartistes dont 12 Égyptiens ramenés quinze ans plus tôt, sont massacrés par les royalistes[21].
- 26 juin :
  - les Autrichiens assiègent Huningue qui se rend le 26 août[22].
  - traité de pacification de la Vendée signé à Cholet[5].
- 28 juin : proclamation de Cambrai. Louis XVIII admet ses erreurs et remet la Charte en vigueur[11].
- 28 - 29 juin : bataille de La Souffel. Contrairement aux ordres qui l'engagent à se replier sur Paris, le général Jean Rapp, commandement de l'Armée du Rhin, décide de rester pour ralentir la progression alliée. L'arrivée des troupes en renfort décide Rapp à ordonner la retraite sur Strasbourg[23].

### Juillet
- 1er juillet : dernière victoire des troupes impériales napoléoniennes à la bataille de Rocquencourt sur les Prussiens[13].
- 3 juillet : 
  - Napoléon arrive à Rochefort[5].
  - victoire prussienne à la bataille d'Issy, dernière tentative de l'armée française pour défendre Paris[5].
- 8 juillet : retour du roi Louis XVIII à Paris[2].
- 9 juillet :
  - Talleyrand devient président du conseil. Il démissionne le 23 septembre et Richelieu le remplace (fin le 28 décembre 1818)[24].
  - Napoléon se réfugie à l'île d'Aix[5].
- 9 juillet - 26 septembre : Joseph-Dominique Louis dit baron Louis revient aux finances après les Cent-Jours[25]. Il doit payer la campagne de Belgique, les frais des troupes Alliées, 150 millions pour 1815. Les prélèvements des opposants réduisent la matière imposable et l’effort exigé est très dur. La Terreur blanche menace les mauvais contribuables accusés de sympathie pour l’usurpateur et contribue à la restauration du crédit de l’État. Corvetto, qui lui succède, doit payer 130 millions par an de frais d’occupation (pour 150 000 hommes), qui s’ajoutent aux 700 millions d’indemnité de guerre et aux gratifications (trois millions au maréchal prussien Blücher). Il propose la création d’une Caisse d’amortissement, soutenant le crédit par d’éventuels achats de rentes ; il échoue devant l’opposition des ultras qui veulent récupérer les anciens biens des immigrés. Un emprunt est négocié avec divers banquiers étrangers au taux de 52,50 % par le munitionnaire Ouvrard[26].
- 12 juillet : reddition de Maubeuge[27].
- 13 juillet : ordonnance du roi portant dissolution de la Chambre des députés, convocation des collèges électoraux et règlement provisoire pour les élections[28].
- 15 juillet : Napoléon se rend à bord du Bellerophon, où il se rend aux Anglais[5].
- 16 juillet : 
  - le Bellérophon appareille pour l'Angleterre[5].
  - ordonnance du Roi relative à l'organisation d'une nouvelle armée[28].
- 17 juillet : troubles à Nîmes et dans le Gard entre catholiques et protestants, accusés de bonapartisme. Plusieurs maisons sont pillées, des particuliers sont tués[5].
- 20 juillet : ordonnance concernant l'exécution de la loi du 21 octobre 1814 relative à la liberté de la presse[28].
- 24 juillet : promulgation par Louis XVIII d'une ordonnance rédigée par Fouché qui ordonne l'arrestation de plusieurs officiers ayant favorisé le retour de Napoléon[5].
- 26 juillet : le Bellérophon mouille en rade de Plymouth, Napoléon est retenu à son bord[5].
- 31 juillet : les Britanniques annoncent à Napoléon, toujours à bord du Bellérophon, leur intention de l'exiler à Sainte-Hélène[29].

### Août
- 2 août :
  - traité de Paris : l’Autriche, la Prusse, la Russie confient le prisonnier Napoléon au Royaume-Uni[29].
  - le maréchal Brune est assassiné à Avignon[5].
- 3-14 août : ordonnance du roi sur l'organisation des légions départementales[30].

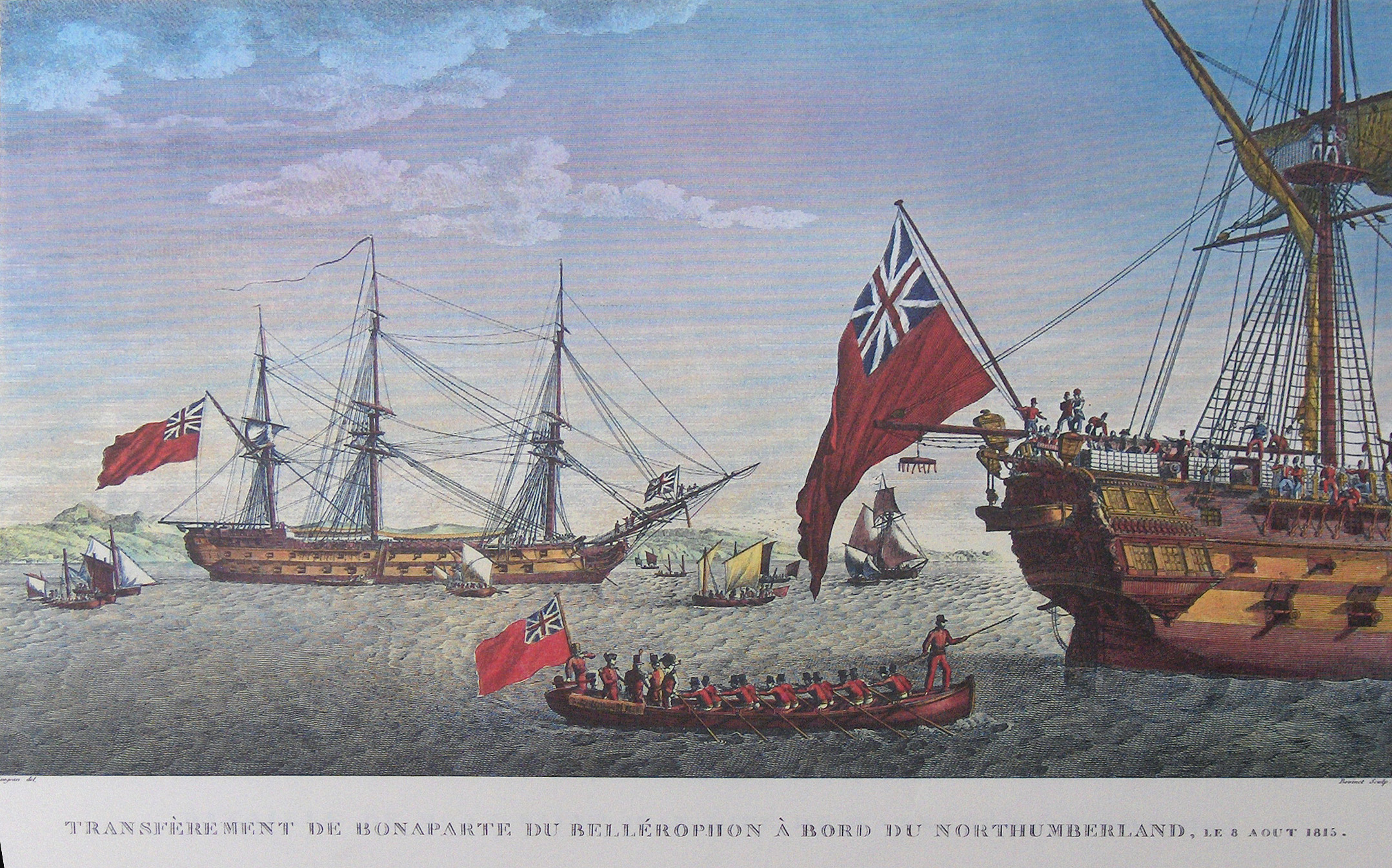
Transfert de Napoléon du au,

- 7 août : Napoléon est transféré du Bellérophon au Northumberland, qui appareille aussitôt pour Sainte-Hélène[5].
- 14 - 22 août : élection de la « Chambre introuvable » dominée par les ultraroyalistes[31].
- 17 août : nomination de quatre-vingt-treize pairs[28].
- 19 août : 
  - exécution de Labédoyère[28].
  - ordonnance royale instituant l'hérédité de la pairie[28].
- 19-21 août : nouveaux troubles sanglants à Nîmes entre catholiques et protestants. Le 23 et 24 août, la ville  est occupée par un corps de cinq mille autrichiens sous le commandement du comte de Neipperg[5].
- 26 août : bombardement et capitulation d'Auxonne[28].
- 27 août : reddition de Huningue[28].
- Août - septembre : deuxième terreur blanche orchestrée par la chambre introuvable. Dans l’Ouest et le Sud-Est, des bandes de verdets (arborant la cocarde verte du comte d’Artois) massacrent des Jacobins et des bonapartistes, tuent le maréchal Brune à Avignon (2 août), le général Lagarde à Nîmes (12 novembre) et le général Ramel à Toulouse (15 août)[32]. Ils s’en prennent aux protestants (Nîmes et Uzès) et aux acquéreurs de biens nationaux.

### Septembre
- 24 septembre : le duc de Richelieu, un ancien immigré d'esprit modéré, devient premier ministre[33]. Son gouvernement procède à une épuration de la fonction publique et organise la répression. Des sanctions sont prises contre les ralliés à Napoléon pendant les Cent-Jours. Le maréchal Ney (7 décembre) ainsi que plusieurs généraux (La Bédoyère et les frères Faucher en août 1815, Mouton-Duvernet en juillet 1816) sont condamnés à mort et exécutés. Les régicides (dont Fouché) sont bannis du pays. La simple participation aux scrutins est considérée comme « l’exercice d’une fonction publique pendant l’interrègne »[34].
- 26 septembre : traité de la Sainte-Alliance, signée à Paris entre l’Autriche, la Prusse et la Russie, destinée à défendre l’Europe issue du Congrès de Vienne[35]. Les souverains s'unissent sur le principe du droit divin pour protéger « la religion, la paix, la justice » et gouverner dans un « esprit de fraternité ».

### Octobre
- 3 octobre : chute de la météorite de Chassigny, la première météorite martienne connue.
- 7 octobre : ouverture des Chambres au Palais Bourbon. Discours du roi[5].
- 13 octobre : explosion d'une poudrière à Soissons ; la cathédrale et deux cents maisons sont endommagées, trente-neuf personnes sont tuées, 150 à 200 sont blessées[5].
- 16 octobre : Napoléon débarque à Sainte-Hélène[5].
- 29 octobre : loi de sûreté générale[36].
- 31 octobre : un arrêté supprime seize facultés des lettres et trois des sciences[37].

### Novembre
- 9 novembre : loi sur les discours et les écrits séditieux[5].
- 12 novembre : nouveaux incident à Nîmes à la suite de la réouverture du temple protestant; le commandant militaire, le général Lagarde est gravement blessé[5].
- 20 novembre : second traité de Paris signé par Richelieu[35] ; plus dur que le traité de 1814 ; la France retrouve à peu près les frontières de 1789. Elle perd le reste de la Savoie et ses enclaves de Philippeville, Marienbourg et Bouillon, qui passent au Royaume des Pays-Bas, de Sarrelouis et Sarrebruck (à la Prusse) et de Landau (à la Bavière). Elle doit payer une contribution de guerre de 700 millions et payer l’occupation de son territoire par 150 000 hommes des armées coalisées, prévue pour cinq ans (juin). Le traité prévoit la coopération de l’Autriche, du Royaume-Uni, de la Prusse et de la Russie au cas où Napoléon ou un Bonaparte voudrait remonter sur le trône[2]. Le Royaume-Uni rejoint la Sainte-Alliance qui devient ainsi la Quadruple-Alliance. Elle unit les alliés pour combattre dans toute l’Europe les « principes révolutionnaires ».

### Décembre
- 7 décembre : Ney est fusillé[31].

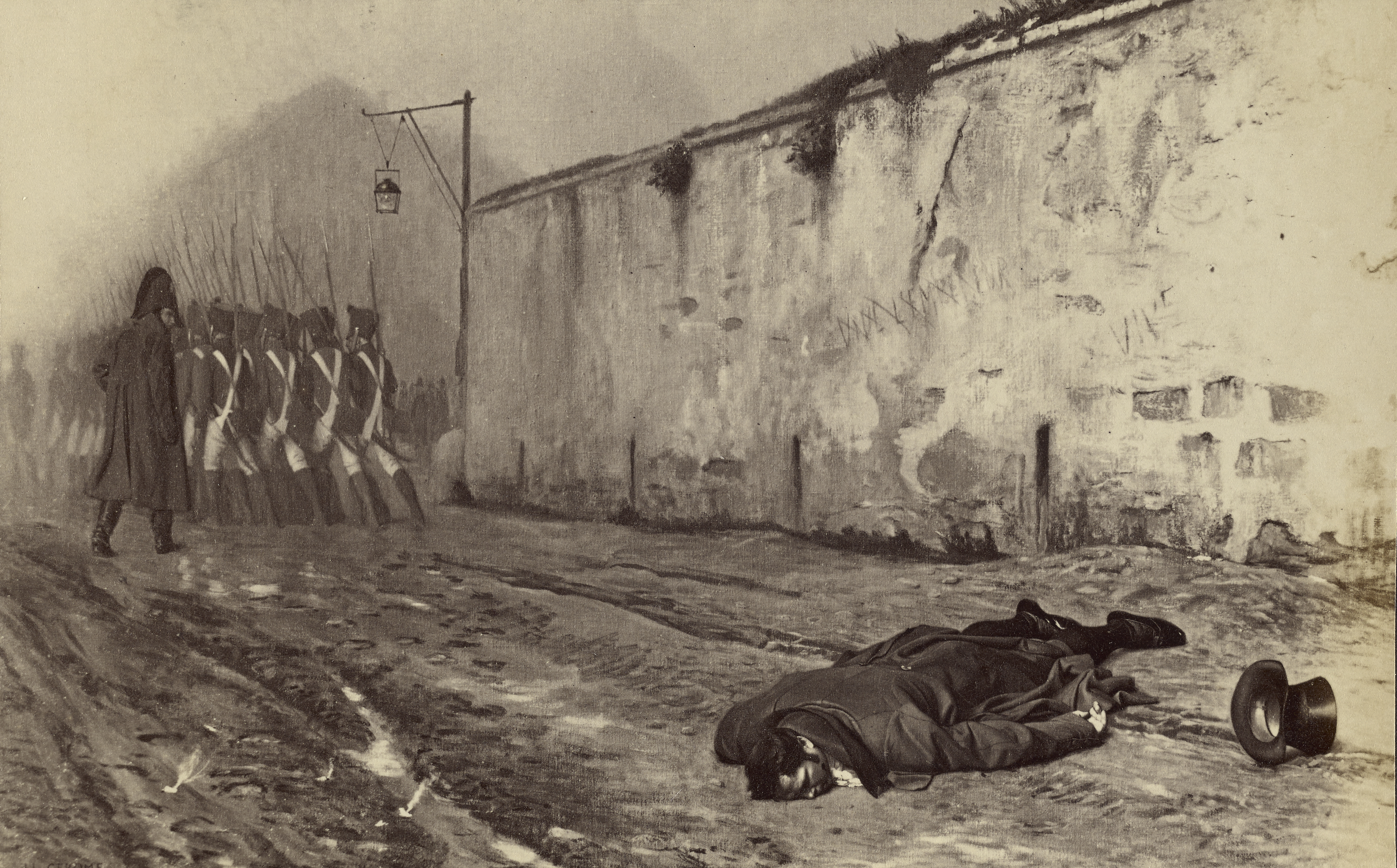
L'Exécution du maréchal Ney, Jean-Léon Gérôme.

- 27 décembre loi créant les cours prévôtales[36] ; elles prononcent des peines allant de l’amende à la mort contre plus de 100 000 personnes.